# バクテン!!
『バクテン!!』は、ZEXCS制作による日本のテレビアニメ作品。2021年4月から6月までフジテレビ『ノイタミナ』枠ほかにて放送された。
東日本大震災発生から10年となる2021年に、フジテレビがアニプレックス・イオンエンターテイメントと共同で岩手県・宮城県・福島県の被災3県を舞台にしたアニメ作品を発表するプロジェクト「ずっとおうえん。プロジェクト 2011＋10…」の一環として制作される作品。宮城県岩沼市を舞台として、高校生男子新体操部の青春ストーリーが描かれる。
作品中の試技シーンは、モーションキャプチャーによるものである。男子新体操のプロパフォーマンスグループ「BLUE TOKYO」のメンバーや、国士舘大学や青森山田高校の新体操部の現役部員が参加し、その実際の動きをアニメ化している。
テレビアニメ放送終了後に劇場アニメの制作が発表され、『映画 バクテン!!』（えいが バクテン）のタイトルで2022年7月2日に公開された。

## あらすじ
双葉翔太郎は中学時代の最後の夏に偶然男子新体操を知り、その世界へ強烈に魅了される。私立蒼秀館高等学校へと入学した翔太郎は、中学男子新体操のスターであった同級生の美里良夜や個性的な先輩と熱い青春生活を送ることとなる。

## 登場人物
「声」はアニメの担当声優、「演」は舞台の担当俳優を記載。

### 主要人物

#### 私立蒼秀館高等学校
通称アオ高。作品の舞台である岩沼市に実在する宮城県名取高等学校の新体操部がモデルとなっている。主要人物の名字はいずれも宮城県の地名となっている。
双葉 翔太郎（ふたば しょうたろう）
声 - 土屋神葉 / 演 - 白石康介
本作の主人公。私立蒼秀館高等学校の高校1年生で、新体操部に入部。
中学3年生の夏頃にアオ高の演技を見ていたことをきっかけとして新体操へと魅せられることになった。入部後は素人であるものの素直な性格で周囲の指導を受け、急成長を遂げていく。
水泳・サッカー・野球と複数のスポーツ経験があり、そのおかげか筋力や体幹などある程度の基礎はできあがっている。
右手首を怪我しながらも悪化も厭わない覚悟で大会に向かう。
美里 良夜（みさと りょうや）
声 - 石川界人 / 演 - 岩城直弥
本作のもう一人の主人公。私立蒼秀館高等学校の高校1年生。翔太郎と同じく新体操部の新人部員。
幼い頃に志田の動画を見たことから新体操をはじめる。中学時代にはジュニア大会準優勝の経験もあり、新入部員でありながらも蒼高のエースとして期待されていく。
性格はクールで、普段から落ち着いた態度を崩さず、どこか他人との距離を置いていることがある。
寮には入らず自宅から通っていたが、県大会突破を機に入寮を決意する。生活態度はキッチリしており、調理技術は亘理が悔しがるほど高い。
七ヶ浜 政宗（しちがはま まさむね）
声 - 小野大輔 / 演 - 毎熊宏介
私立蒼秀館高等学校の高校3年生。宮城県出身。新体操部のキャプテンを務める。
実家は老舗の笹かまぼこ店。築館と女川とは幼馴染に当たる。
新体操や部に懸ける思いは誰にも負けない情熱的な性格。
偶然、公園で見た志田のバク転に魅せられ築館と女川を誘って新体操を始める。徒手体操時の表現力が高い。
築館 敬助（つきだて けいすけ）
声 - 近藤隆 / 演 - 大海将一郎
私立蒼秀館高等学校の高校3年生。新体操部の副キャプテンを務める。実家が神社。
自由な同部のメンバーらに対して優しいフォローをする常識人。選手としては数少ないオールラウンダー。
女川 ながよし（おながわ ながよし）
声 - 下野紘 / 演 - 木村優良
私立蒼秀館高等学校の高校3年生。実家が魚屋。
調子のいい性格であり、同部の雰囲気を明るく照らそうとするムードーメーカーでもある。
柔軟性が高く、タンブリングは美里や志田にも認められている。
七ヶ浜・築館とともに男子新体操部をたち上げたが自分はただ流されただけだと考えており、そのぶんエースになろうとしていた。しかし美里の入部によりそれがかなわないと知ると、美里をからかい混じりに〇〇エースと呼ぶようになる。人知れず思い悩み、ついには怪我をしたと嘘をつき練習をしなくなってしまう。その後ファンであるTAN TAN Girlsのまーちょんの頑張る姿や美里の言葉により練習に復帰した。
大好きなものに可愛い女の子やアイドルをそれぞれ挙げている。また、思いつきからおかしなあだ名を付ける癖も見られる。
亘理 光太郎（わたり こうたろう）
声 - 神谷浩史 / 演 - 谷水力
私立蒼秀館高等学校の高校2年生。実家がラーメン店。そのおかげか調理技術は高い。
目つきが鋭いうえにピアスをした外見であることから、知らない人達から怖がられてしまうことも多くあるが、性格としては気が良い。
部活見学で七ヶ浜のバク転を見て感動したのをきっかけに新体操を始める。
倒立などの静止技が得意。寮の自室の棚には任侠モノの作品が多く並んでいる。

#### 私立白鳴大学附属高等学校
アオ高のライバル校。通称シロ高。
月雪 ましろ（つきゆき ましろ）
声 - 村瀬歩 / 演 - 田口司
高校1年生。新体操部の新入部員。
父は映像のカメラマンであり、あちこち日本中を引っ越した。ジュニア大会での優勝歴があり、その実力を持っている。
翔太郎と同じようにスポーツ経験が豊富だが、どれもそつなくこなせてしまうためつまらなく感じていた。
中学生となり美里に出会い新体操を始める。しかし、その年の全国ジュニア大会であっさりと美里を抜き優勝。そのため美里からは複雑な感情を抱かれているものの、ましろは美里の事をみさぽんと呼び慕っている様子。
高瀬 亨（たかせ とおる）
声 - 小西克幸 / 演 - 野間理孔
高校3年生。青森県出身。新体操部のキャプテン。
政宗と初めて会った時に「どこのリンゴも同じ」と言われた事から、その後は会う度に喧嘩している。政宗からはゴリラと呼ばれている。
父はマグロ漁師。代々りんご農家の母方の祖父が持つ思いの板挟みでもある。
陸奥 洋二郎（むつ ようじろう）
声 - 鈴村健一 / 演 - 杉咲真広
高校3年生。東京都出身。新体操部の副キャプテン。
幼少期に母の実家がある青森県に引っ越し、その頃から亨と共に遊んでいた。
礼儀正しく優しい様に見えるが、怒ると怖いらしくましろからは恐れられている。
大湊 秀夫（おおみなと ひでお）
声 - 杉田智和
高校2年生。青森県出身。新体操部のメンバー。
父は地元で整体院を経営しており、メンバーらは世話にもなっている。性格はとても細かく、何事に関してもきちんとしないと気がすまないところもある。
ご当地アイドルねぶたドリームのファン。女川とはアイドルに対する価値観が異なる。
竜ヶ森 恭一（りゅうがもり きょういち）
声 - 斉藤壮馬
高校2年生。長野県出身。スカウトされ、新体操部のメンバーとなる。
創業300年の老舗旅館の跡取りの息子でもあり、幼少期から華道や茶道、書道等にはきちんとしつけられた。
中学時代までは器械体操をしており、新体操では生かされた柔軟性による演技を特技とする。
吾妻 俊介（あづま しゅんすけ）
声 - 山下大輝
高校1年生。千葉県出身。新体操部の新入部員。
実家ではサーフショップを経営しており、夏は浜茶屋でもある。
幼少期は水泳やサーフィンをやっていたものの、テレビや映画に登場するアクロバットな動きに憧れたことをきっかけに中学時代より新体操に目を覚ます。

### 私立蒼秀館高等学校
志田 周作（しだ しゅうさく）
声 - 櫻井孝宏 / 演 - 瀬戸祐介
私立蒼秀館高等学校男子新体操部監督。神奈川県出身。
白鳴大男子新体操部の基礎を築いた伝説のメンバーのひとりで、馬淵修司の後輩にあたる。当時は「自分よりレベルの低いカスは視界に入るのも許せない」と言うなど現在とはまったく違う性格だった。
ケガを隠し大会に出場し、選手として致命的なまでに悪化させてしまう。その後、入院し自暴自棄になっていた頃に看護師であった妻と出会い、現在の温厚な性格になる。
その後は指導者としての道を歩むことを決め、アオ高に新体操部を作るために尽力する。
妻の姿を見た部員がいないため、妻の事を話す度そういう設定なのではないかと疑われている。あさをとは姻戚関係。
栗駒 あさを（くりこま あさを）
声 - 佐倉綾音 / 演 - 本西彩希帆
私立蒼秀館高等学校男子新体操部マネージャー。宮城県出身。
無表情で何を考えているか分からない所もあるが、観察力に優れ、部員の長所や短所を的確に把握している。
その他、3Dモデルを使って演技のシミュレート動画を作ったり、ユニフォームのデザインをしたりなど部に貢献しているため部員からの信頼は厚い。
志田とは姻戚関係。志田の奥さんからは「あさちゃん」と呼ばれている。

### 私立白鳴大学附属高等学校
馬淵 修司（まぶち しゅうじ）
声 - 松田健一郎
私立白鳴大学附属高等学校新体操部の監督。青森県出身。
熱のこもった、厳しい指導でメンバーらを鍛えあげる。
周作とは昔から知り合いの仲。

### 双葉家
双葉 義隆（ふたば よしたか）
声 - 高橋伸也
翔太郎の父。
双葉 美森（ふたば みもり）
声 - 熊谷海麗
翔太郎の母。
双葉 亜由美（ふたば あゆみ）
声 - 上田麗奈
中学2年生。宮城県出身。翔太郎の妹。美森が作る餃子が好物である。
現在でも甘えん坊であり、翔太郎とは仲が良い。

### その他
広瀬 咲子（ひろせ さきこ）
声 - 斎藤千和
良夜の叔母。
生活態度はかなりズボラ。食事はインスタント食品がメインで洗い物やゴミはほぼ放置されている。
美里が同居中は整理整頓されていたが、家を出ると途端に散らかり放題の部屋に逆戻りしてしまった。
白石 文彦
声 - 財満健太
文弥
声 - 咲野俊介
志田 れい
声 - 七緒はるひ
周作の妻。
小松 萌
声 - 元吉有希子

## スタッフ
- 原作 - 四ッ木えんぴつ[11]
- 監督 - 黒柳トシマサ[11]
- シリーズディレクター - 長屋誠志郎[注 1][11]
- 新体操試技監督 - 光田史亮[11]
- シリーズ構成・脚本 - 根元歳三[11]
- キャラクターデザイン原案 - ろびこ[11]
- キャラクターデザイン・総作画監督 - 柴田由香[11]
- プロップデザイン・総作画監督 - 中西彩[11]
- 色彩設計 - 千葉絵美[11]
- 美術設定 - 緒川マミオ[11]
- 美術監督 - 平間由香、小倉宏昌[注 2][11]
- 3DCG - 武右ェ門[11]
- CGI監督 - 篠田周二[11]
- 撮影監督 - 本台貴宏、伊藤遼[11]
- 編集 - 平木大輔[11]
- 音響監督 - 長崎行男[11]
- 音楽 - 林ゆうき[11]
- 音楽制作 - フジパシフィックミュージック
- 音楽プロデューサー - 舩橋宗寛
- 監修 - 青森山田高校男子新体操部[11]
- モーションキャプチャー - ツークン研究所[19]
- チーフプロデューサー - 高瀬透子、三宅将典[注 1]
- プロデューサー - 森彬俊、岩崎紀子、新宅潔[注 3]
- アニメーション制作 - ZEXCS[11]
- 製作 - バクテン製作委員会（フジテレビジョン、アニプレックス、アニマックスブロードキャスト・ジャパン、ムービック、電通、BSフジ、イオンエンターテイメント、ZEXCS）

## 主題歌
「青春の演舞」
センチミリメンタルによるテレビアニメ版のオープニングテーマ。作詞・作曲は温詞、編曲は深澤恵梨香と温詞。
「あなたがいる」
wacciによるテレビアニメ版のエンディングテーマ。作詞・作曲は橋口洋平、編曲は深澤恵梨香と村中慧慈。
「僕らの一歩」
wacciによる映画版の主題歌。
「光の中から伝えたいこと」
センチミリメンタルによる映画版の挿入歌。

## 各話リスト
| 話数   | サブタイトル       | 絵コンテ              | 演出                      | 作画監督                            | 総作画監督 | 初放送日      |
| ------ | ------------------ | --------------------- | ------------------------- | ----------------------------------- | ---------- | ------------- |
| 第1話  | バク転したい！     | 黒柳トシマサ          | 黒柳トシマサ              | 柴田由香                            | -          | 2021年 4月9日 |
| 第2話  | 一緒に跳びたい！   | 長屋誠志郎            | 長屋誠志郎                | 中西彩 松本翔吾                     | 中西彩     | 4月16日       |
| 第3話  | 合宿したい！       | 藤原佳幸              | 藤原佳幸                  | 武藤幹 小園菜穂                     | 柴田由香   | 4月23日       |
| 第4話  | ライバルなんだ！   | 佐々木美和            | 佐々木美和                | 木下由衣 千葉充                     | 千葉充     | 4月30日       |
| 第5話  | かくれたい！       | 長屋誠志郎            | 境隼人                    | 日下部智津子                        | 柴田由香   | 5月7日        |
| 第6話  | 楽しんで！         | 藤原佳幸 黒柳トシマサ | えんどうてつや 長屋誠志郎 | 渚美帆 前原薫 伊藤優希              | 柴田由香   | 5月14日       |
| 第7話  | 約束します！       | 益山亮司              | 益山亮司                  | 伊藤憲子 廣澤治嘉 本多恵美          | 伊藤憲子   | 5月21日       |
| 第8話  | お世話します！     | 満仲勤                | 仁科くにやす              | 樋口香里 成川多加志 安田京弘        | 中西彩     | 5月28日       |
| 第9話  | 甘えてよ！         | 藤原佳幸              | 藤原佳幸                  | 小園菜穂 藤原奈津子                 | 中西彩     | 6月4日        |
| 第10話 | 我慢出来ない！     | 笹木信作              | 佐々木美和                | 木下由衣 千葉充                     | 千葉充     | 6月11日       |
| 第11話 | 全力で、思い切り！ | 長屋誠志郎            | 長屋誠志郎                | 松林志穂美 日下部智津子             | 柴田由香   | 6月18日       |
| 第12話 | 明日も！           | 黒柳トシマサ          | 仁科くにやす 黒柳トシマサ | 鶴田眸 島沢ノリコ 杉本里奈 伊藤憲子 | 中西彩     | 6月25日       |

## 放送局
| 放送期間                | 放送時間                     | 放送局             | 対象地域       | 備考                 |
| ----------------------- | ---------------------------- | ------------------ | -------------- | -------------------- |
| 2021年4月9日 - 6月25日  | 金曜 0:55 - 1:25（木曜深夜） | フジテレビ         | 関東広域圏     | 製作参加             |
|                         |                              | 岩手めんこいテレビ | 岩手県         |                      |
|                         |                              | さくらんぼテレビ   | 山形県         |                      |
|                         |                              | 福島テレビ         | 福島県         |                      |
|                         |                              | サガテレビ         | 佐賀県         |                      |
|                         | 金曜 1:05 - 1:35（木曜深夜） | テレビ愛媛         | 愛媛県         |                      |
|                         | 金曜 1:20 - 1:50（木曜深夜） | 秋田テレビ         | 秋田県         |                      |
|                         | 金曜 1:30 - 2:00（木曜深夜） | 長野放送           | 長野県         |                      |
|                         |                              | テレビ静岡         | 静岡県         |                      |
|                         |                              | 鹿児島テレビ       | 鹿児島県       |                      |
|                         | 金曜 1:45 - 2:15（木曜深夜） | NST新潟総合テレビ  | 新潟県         |                      |
|                         |                              | テレビ熊本         | 熊本県         |                      |
|                         | 金曜 1:55 - 2:25（木曜深夜） | 仙台放送           | 宮城県         | 協力                 |
|                         |                              | テレビ西日本       | 福岡県         |                      |
|                         | 金曜 2:00 - 2:30（木曜深夜） | テレビ新広島       | 広島県         |                      |
|                         | 金曜 2:07 - 2:37（木曜深夜） | 東海テレビ         | 中京広域圏     |                      |
|                         | 金曜 2:25 - 2:55（木曜深夜） | 関西テレビ         | 近畿広域圏     |                      |
| 2021年4月13日 - 6月29日 | 火曜 1:25 - 1:55（月曜深夜） | 山陰中央テレビ     | 鳥取県・島根県 |                      |
| 2021年4月16日 - 7月2日  | 金曜 0:55 - 1:25（木曜深夜） | 高知さんさんテレビ | 高知県         |                      |
| 2021年4月24日 -         | 土曜 21:30 - 22:00           | アニマックス       | 日本全域       | 製作参加 / BS/CS放送 |

| 配信開始日    | 配信時間                   | 配信サイト |
| ------------- | -------------------------- | --- |
| 2021年4月9日  | 金曜 12:00 更新            | FOD dアニメストア バンダイチャンネル U-NEXT アニメ放題 ひかりTV Amazon Prime Video ビデオマーケット music.jp DMM動画 GYAO!ストア Rakuten TV ムービーフルPlus HAPPY!動画 Google Play |
|               | 金曜 19:00 更新            | TSUTAYA TV |
| 2021年4月11日 | 日曜 0:00（土曜深夜） 更新 | J:COMオンデマンド milplus |
| 2021年4月25日 |                            | アニマックスプレミアムVOD |

## BD / DVD
| 巻 | 発売日         | 収録話         | 規格品番     | 規格品番     |
| 巻 | 発売日         | 収録話         | BD限定版     | DVD限定版    |
| -- | -------------- | -------------- | ------------ | ------------ |
| 1  | 2021年6月30日  | 第1話 - 第4話  | ANZX-13271/2 | ANZB-13271/2 |
| 2  | 2021年8月25日  | 第5話 - 第8話  | ANZX-13273/4 | ANZB-13273/4 |
| 3  | 2021年10月27日 | 第9話 - 第12話 | ANZX-13275/6 | ANZB-13275/6 |

## ボイスドラマ
テレビアニメの放送に先立ち公式Twitter（現在のX）にてボイスドラマが2020年11月5日から2021年7月1日まで配信連載された。描き下ろしイラストともに、テレビアニメの脚本と同じく根元歳三による書き下ろし脚本という内容。公式Twitter（現在のX）での掲載後は、YouTubeの「【フジテレビ】アニメ公式チャンネル」にて5話ずつまとめ配信されている。

## 漫画
桜葉ケイの作画によるコミカライズ作品が『デザート』（講談社）にて2021年3月号から2021年11月号まで連載された。
- 四ッ木えんぴつ（原作）・桜葉ケイ（漫画）『バクテン!!』講談社〈KCデザート〉、全2巻
  1. 2021年6月11日発売[31]、ISBN 978-4-06-523466-2
  2. 2021年11月12日発売[32]、ISBN 978-4-06-525925-2

## 小説
根元歳三の著によるノベライズ作品が『青い鳥文庫』（講談社）にて2021年6月と7月に連続刊行された。
- 四ッ木えんぴつ（原作）・根元歳三（著）『バクテン!!』講談社〈青い鳥文庫〉、上下巻
  1. 上 2021年6月16日発売[33]、ISBN 978-4-06-523105-0
  2. 下 2021年7月14日発売[34]、ISBN 978-4-06-523535-5

## 舞台
「バクテン!! The Stage」として舞台化。2023年10月22日から29日までニッショーホールにて上演された。脚本・演出は、KPR／開幕ペナントレースの村井雄が務めた。

### スタッフ
- 原作 - 四ッ木えんぴつ
- 脚本・演出 - 村井雄
- 体操監修・振付 - 白A
- 新体操協力 - 国士舘大学男子新体操部
- バク転練習協力 - アクロバットスタジオS
- 演出助手 - 高崎拓郎
- 主催 - 株式会社ハピネット・メディアマーケティング